# Ferrari World Abu Dhabi
Ferrari World Abu Dhabi is een indoor pretpark op Yas bij Abu Dhabi in de Verenigde Arabische Emiraten. Het park werd geopend op 4 november 2010.
Met de bouw werd in november 2007 begonnen en de bouw duurde drie jaar. In november 2010 werden de eerste gasten ontvangen. Het terrein beslaat ca. 450.000 m². Het park bevat diverse winkelketens, restaurants en andere vormen van entertainment. Er zijn twintig attracties gericht op liefhebbers van snelheid in het algemeen en autosport in het bijzonder. Het huisvest de snelste lanceerachtbaan ter wereld, genaamd Formula Rossa. Deze achtbaan haalt een snelheid van 240 km/u en een maximale hoogte van 52 meter.
Het is een ontwerp van het Engelse architectenbureau Benoy. Het dak heeft een lengte van maximaal 700 meter, is 200.000 m² groot en overdekt een oppervlakte van 100.000 m². Op het dak is een 65 m x 48,5 m groot logo van Ferrari, het grootste logo ooit gemaakt. Het beslaat een oppervlakte van 3000 m².

## Galerij

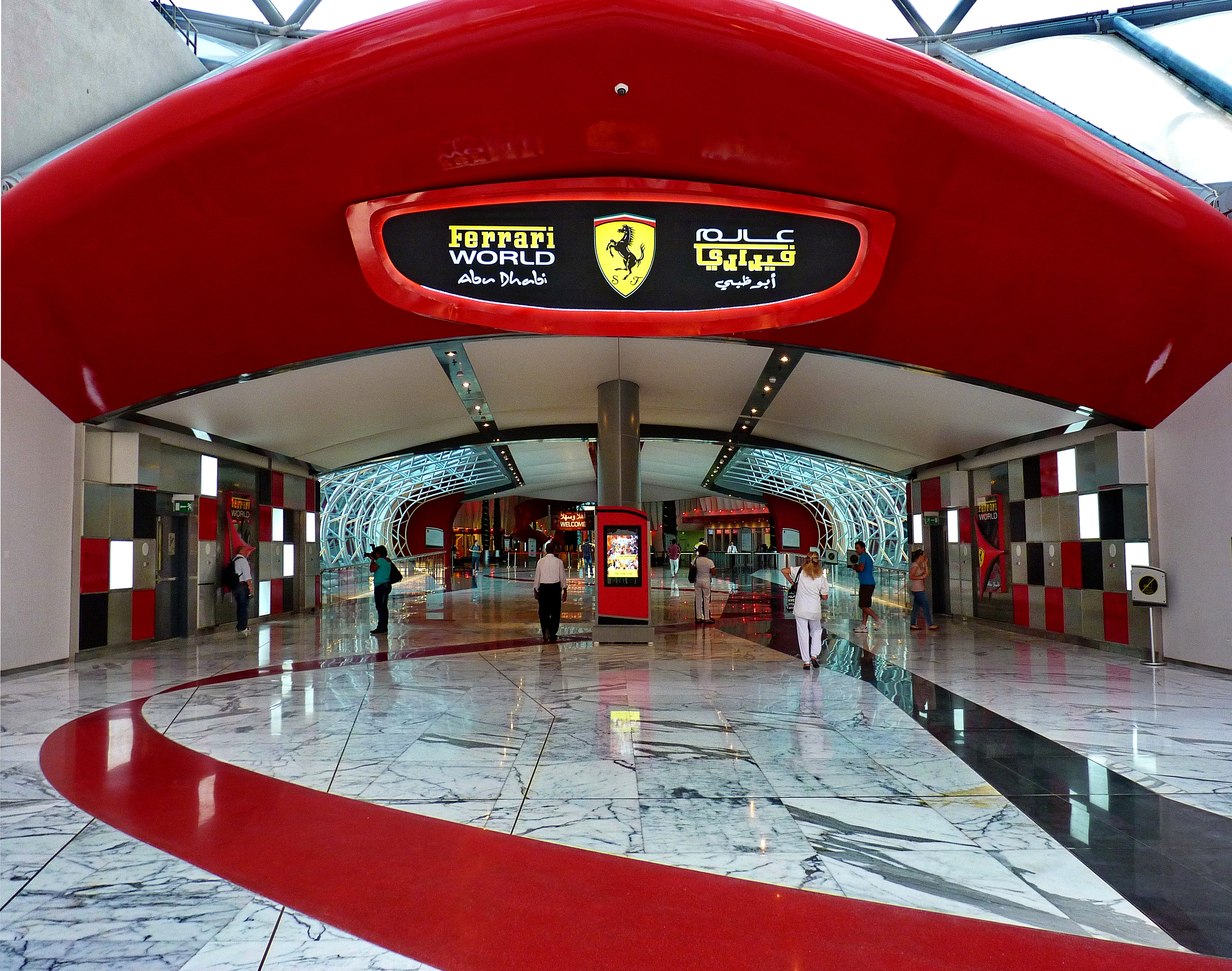
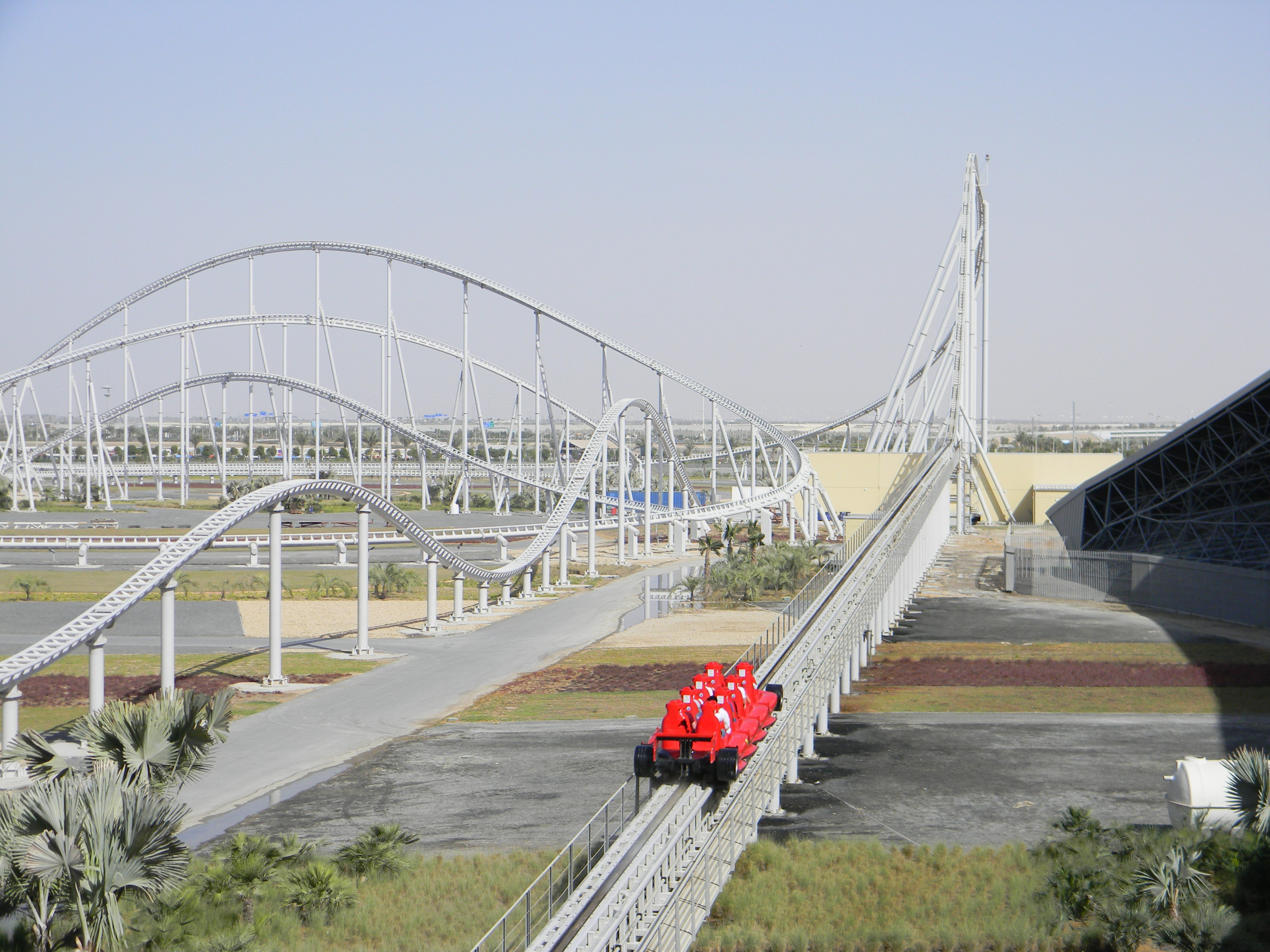
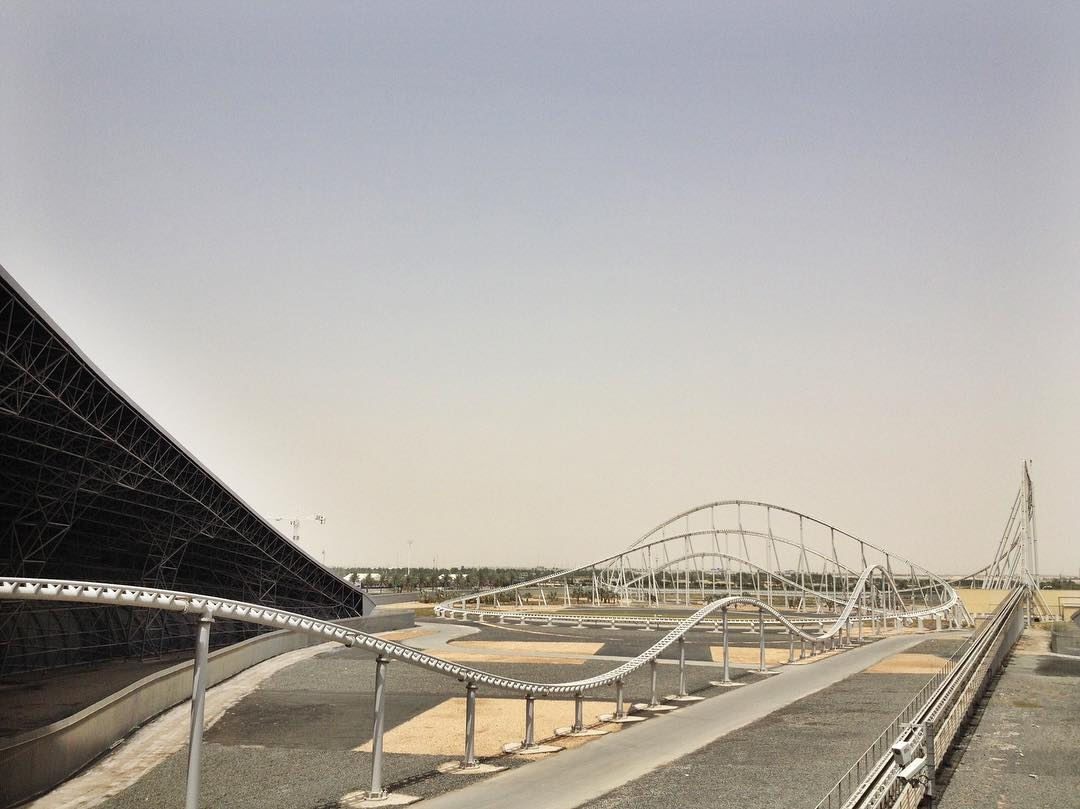